# 自由陨击坑
自由陨击坑(Freedom)是火星阿西达里亚海区的一座撞击坑，中心坐标位于北纬43.36度、东经351.02度处，直径12.74公里（7.92英里），其名称取自美国俄克拉荷马州自由镇，1976年被国际天文联合会正式批准接受。
自由陨击坑西北毗邻伊格尔陨击坑，这二者都属于带有双层喷出物的垒壁型陨坑。

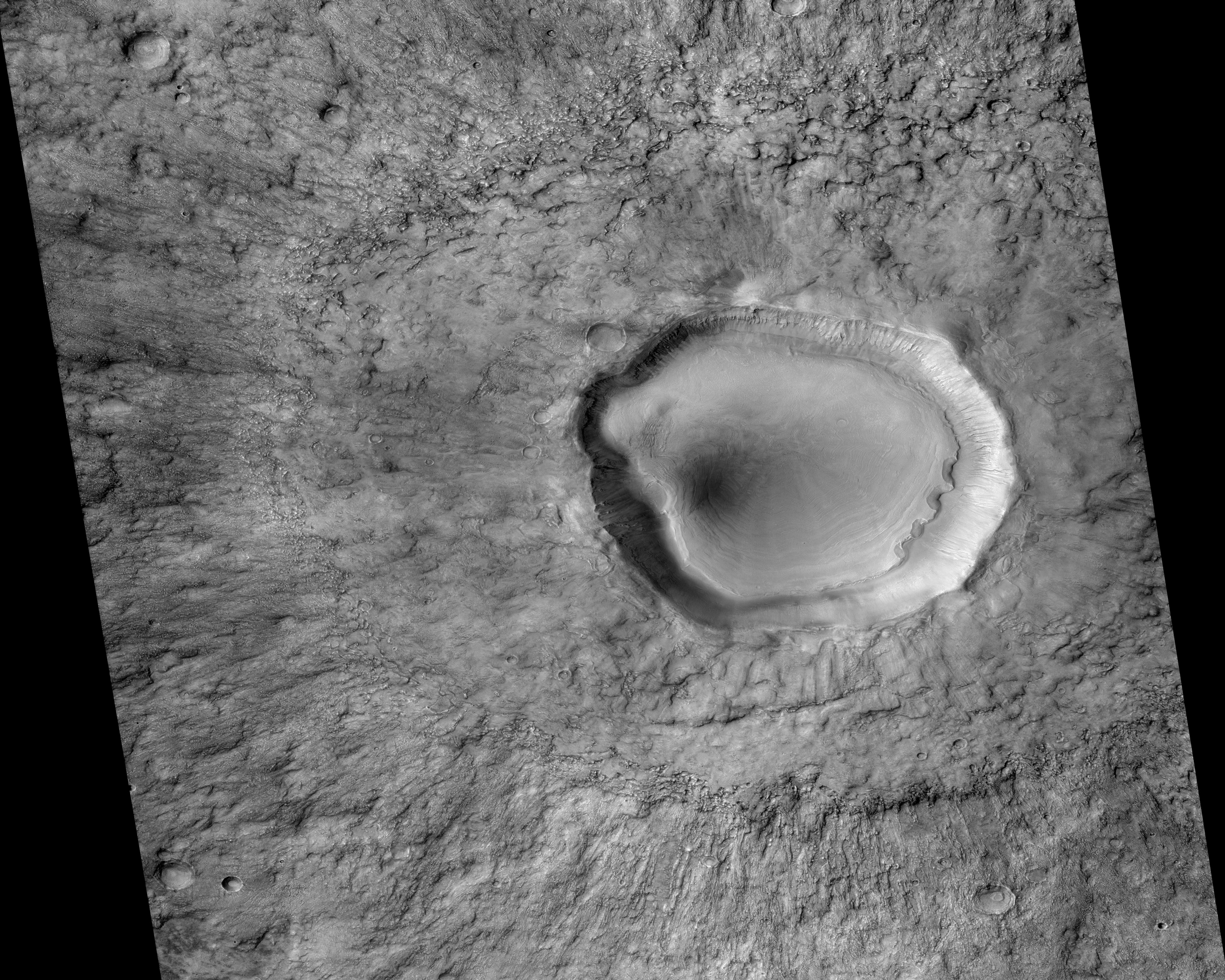
火星勘测轨道飞行器背景相机显示的图像。